# Альянс демократов (Лесото)
Альянс демократов (AD; сесото Lekhotla la Kopano ea Sechaba) — политическая партия Лесото.

## История
Партия была создана в декабре 2016 года Кабело Гилбертом Мафурой и Моньяне Молелеки после того, как оба были отстранены от должности партией Демократический конгресс после неудавшейся попытки лидерства против лидера партии и премьер-министра Пакалиты Мосисили. Помимо Молелеки, несколько других депутатов, в том числе Тджоэтсане Сеока, Ретабиле Марумо, Мабойкетло Малиехе, Рефилое Литджобо, Джобо Секауту, Мохеле Молетсане, Тиехо Мамасиане, Мокото Хлоаэле, Ндивухлели Ндлопосе и Котити Лихоло, дезертировали из Демократического Конгресса. Партия поддержала вотум недоверия Мосисили в марте 2017 года, что привело к досрочным выборам в июне. AD получила 7,3% голосов, получив девять мест и став четвертой по величине партией в парламенте. Впоследствии партия присоединилась к коалиционному правительству, возглавляемому Томом Табане из Всеобщей конвенции басуто. После выборов 2022 года AC достиг соглашения с недавно сформированной партией Революция во имя процветания (RFP) и Движением за экономические перемены о формировании правительства во главе с лидером RFP Сэмом Матекане.